# Jodelduo Marthely Mumenthaler-Vrenely Pfyl

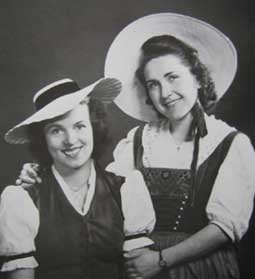
Vrenely Pfyl und Marthely Mumenthaler

Marthely Mumenthaler (* 1. August 1916 in Schaffhausen; † 12. März 1987 in Zürich) und Vrenely (Pia) Pfyl (* 1915; † 4. Juni 1977 in Zürich) waren ein Gesangsduo aus Zürich. 
Das Duo Mumenthaler/Pfyl gehörte fast 25 Jahre lang zu den erfolgreichsten schweizerischen Interpreten volkstümlicher Schlager und Lieder. Die meisten erschienen als 78-Touren Schallplatten und erreichten für Schweizer Verhältnisse enorme Auflagen. Weit über 200 Lieder wurden aufgenommen. Seit ihrem vierten Lebensjahr hörte Marthely Mumenthaler, einer misslungenen Operation wegen, nur noch auf einem Ohr. 
Marthely Mumenthaler hatte ihren ersten Auftritt als 13-Jährige an einem Musikschulfest in der Stadthalle Zürich, an dem sie zwei Jodel-Lieder sang. Später wurde sie Damenschneiderin und heiratete den Aroser Skilehrer Walter Keiser. Im Winter 1937 lernte sie auf einer Schlittenfahrt in Arosa Vrenely Pfyl kennen, die bisher nicht aufgetreten war. Spontan entschlossen sie sich zu einer musikalischen Darbietung auf einem gefrorenen Miststock, die vom Publikum sehr positiv aufgenommen wurde. Daraufhin entschlossen sich die beiden jungen Frauen, fortan zu zweit aufzutreten. Den ersten ganz grossen Erfolg landete Marthely Mumenthaler indes 1940 ohne Vrenely Pfyl mit dem Lied S’Landidörfli von Robert Barmettler, im Trio mit Köbi Kessler und Sepp Israng.

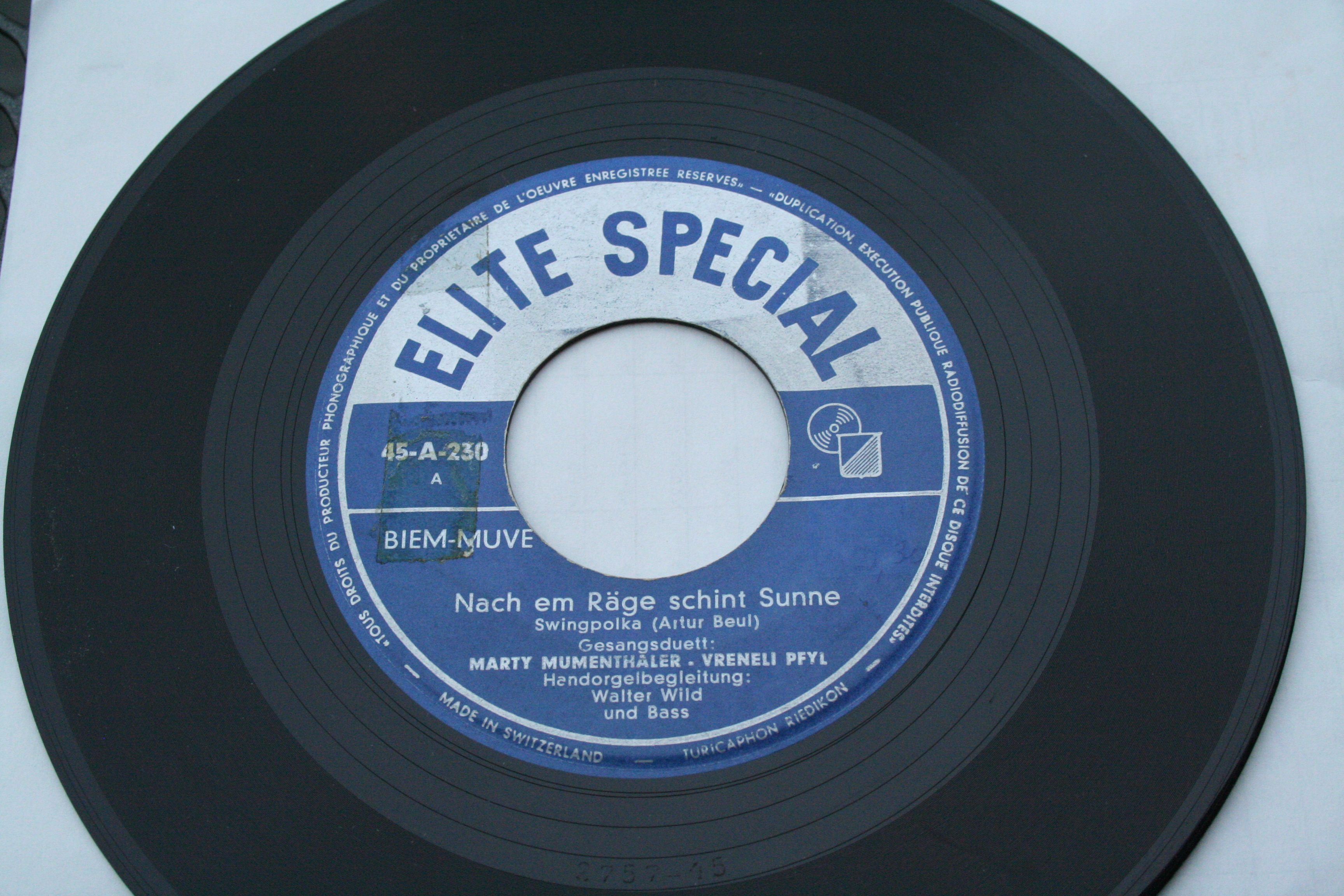
«Nach em Räge schint Sunne», 1945

Während des Zweiten Weltkrieges traten Mumenthaler/Pfyl an unzähligen Abenden für die Soldaten im Aktivdienst auf. Ihre grössten Erfolge stammten jedoch aus der Nachkriegszeit wie zum Beispiel S’deckti Brüggli und das Brunnenhoflied.

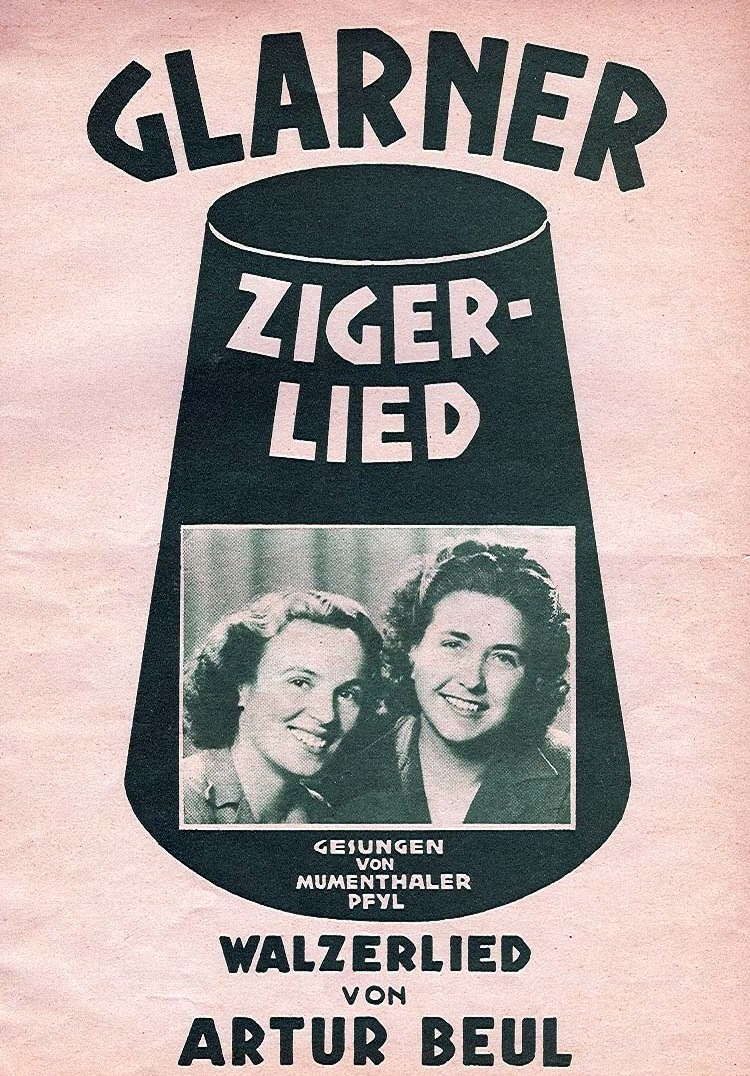
Erstausgabe des Glarner Zigerliedes

Ihren grössten Erfolg mit insgesamt über 100'000 verkauften Platten feierte das Duo jedoch  erst 1945 mit dem Lied Nach em Räge schint Sunne des Schweizer Komponisten Artur Beul, der zu einem ihrer liebsten Komponisten werden sollte. Das Lied wurde in zahlreiche Sprachen übersetzt und lag in den USA unter dem Titel When a Swiss Boy goes calling to a Swiss Miss in June lange in der Hitliste – interpretiert von den Andrews Sisters. Aus Beuls Feder stammen über 60 Titel, darunter mehrere Grosserfolge des Duos, so  zum Beispiel das Glarner Zigerlied oder S’ isch Polizeistund. 
Nach dem Tod von Vrenely Pfyl 1977 brach Marthely Mumenthaler ihre Bühnenkarriere ab und widmete sich der Leitung eines Restaurationsbetriebs in der Nähe von Zürich. 1979 brachte sie zusammen mit ihren Zwillingssöhnen Peter und Walter eine Langspielplatte heraus mit modernen Versionen der grossen Erfolge von damals. Ihre letzte Platte erschien 1985: eine Sammlung ihrer liebsten Jodellieder, die sie zusammen mit ihrer langjährigen Kollegin Berteli Studer aufgenommen hatte. 
Ihre Zwillingssöhne Walter und Peter Keiser sind heute international anerkannte Musiker (Walter: Schlagzeug und Perkussion, Peter: Bass). Bekannt sind sie unter Namen Keiser Twins.
Marthely Mumenthaler und Vrenely Pfyl sind auf dem Friedhof Nordheim in Zürich begraben.